# Guatemala op de Olympische Zomerspelen 1952
Guatemala debuteerde op de Olympische Zomerspelen tijdens de Olympische Zomerspelen 1952 in Helsinki, Finland. De tweede deelname zou pas 16 jaar later volgen.

## Deelnemers en resultaten

### Atletiek
| Olympiër            | Discipline             | Resultaat | Prestatie               |
| ------------------- | ---------------------- | --------- | ----------------------- |
| José Julio Barillas | 100m (m)               | 65e       | serie 1: 7de in 11,56   |
| José Julio Barillas | 200m (m)               | 59e       | serie 15: 5de in 22,88  |
| Jeremías Stokes     | 400m (m)               | 68e       | serie 8: 6de in 53,81   |
| Víctorio Solares    | 800m (m)               | 47e       | serie 5: 7de in 2.01,4  |
| Luis Velásquez      | 10000m (m)             | 31e       | 35.34,0                 |
| Víctorio Solares    | 3000m steeplechase (m) | DNF       | serie 3: niet gefinisht |
| Doroteo Flores      | marathon (m)           | 22e       | 2:35.40                 |
| Luis Velásquez      | marathon (m)           | DNF       | niet gefinisht          |
|                     |                        |           |                         |
| Graviola Ewing      | 100m (v)               | 48e       | serie 11: 4de in 13,0   |
| Graviola Ewing      | 200m (v)               | 35e       | serie 4: 5de in 26,9    |

### Schermen
| Olympiër        | Discipline | Resultaat | Prestatie                                    |
| --------------- | ---------- | --------- | -------------------------------------------- |
| Antonio Chocano | degen (m)  | 64e       | 1ste ronde groep 8: 7de met 1 overwinning    |
| Eduardo López   | degen (m)  | 75e       | 1ste ronde groep 1: 8ste met 0 overwinningen |
| Rubén Soberón   | degen (m)  | 45e       | 1ste ronde groep 6: 5de met 3 overwinningen  |
| Eduardo López   | floret (m) | 56e       | 1ste ronde groep 6: 7de met 0 overwinningen  |
| Rubén Soberón   | floret (m) | 56e       | 1ste ronde groep 4: 7de met 0 overwinningen  |
| Eduardo López   | sabel (m)  | 58e       | 1ste ronde groep 6: 6de met 1 overwinning    |

### Schietsport
| Olympiër           | Discipline                 | Resultaat | Prestatie                       |
| ------------------ | -------------------------- | --------- | ------------------------------- |
| José Gómez         | 50m geweer liggend (m)     | 30e       | 394 punten: (99-98-99-98)       |
| Alfredo Mury       | 50m geweer liggend (m)     | 45e       | 387 punten: (96-97-97-97)       |
| Alfredo Mury       | 300m geweer 3 posities (m) | 32e       | 885 punten: (245-277-363)       |
| Francisco Sandoval | 50m pistool (m)            | 9e        | 535 punten: (84-94-93-87-89-88) |
| José Gómez         | 25m snelvuurpistool (m)    | 32e       | 531 punten: (263-268)           |
| Francisco Sandoval | 25m snelvuurpistool (m)    | 49e       | 508 punten: (247-261)           |

### Wielersport
| Olympiër                                                         | Discipline               | Resultaat | Prestatie                     |
| Baan                                                             | Baan                     | Baan      | Baan                          |
| ---------------------------------------------------------------- | ------------------------ | --------- | ----------------------------- |
| Gustavo Martínez                                                 | sprint (m)               | 26e       | serie 6: 4de                  |
| Gustavo Martínez                                                 | tijdrit (m)              | 24e       | 1.18,9                        |
| Armando Castillo Carlos Sandoval Fernando Marroquin Juan Montoya | ploegenachtervolging (m) | 21e       | kwalificatie: 21ste in 5.38,0 |

### Worstelen
| Olympiër            | Discipline  | Resultaat   | Prestatie                                                      |
| Vrije stijl         | Vrije stijl | Vrije stijl | Vrije stijl                                                    |
| ------------------- | ----------- | ----------- | -------------------------------------------------------------- |
| Oswaldo Johnston    | -57kg (m)   | 13e         | 1ste ronde: V van EGY Shehata 2de ronde: V van HUN Bencze      |
| Marco Antonio Girón | -62kg (m)   | 16e         | 1ste ronde: V van JPN Tominaga 2de ronde: V van CAN Bernard    |
| Arístides Pérez     | -67kg (m)   | 17e         | 1ste ronde: V van ARG Blasi 2de ronde: V van GER Nettesheim    |
| Grieks-Romeins      |             |             |                                                                |
| Oswaldo Johnston    | -57kg (m)   | 12e         | 1ste ronde: V van SAA Kohler 2de ronde: V van SWE Persson      |
| Marco Antonio Girón | -62kg (m)   | 12e         | 1ste ronde: V van HUN Polyák 2de ronde: V van LIB Taha         |
| Arístides Pérez     | -67kg (m)   | 14e         | 1ste ronde: V van ITA Benedetti 2de ronde: V van POL Szajewski |

### Zwemmen
| Olympiër    | Discipline          | Resultaat | Prestatie              |
| ----------- | ------------------- | --------- | ---------------------- |
| José Valdes | 100m vrije slag (m) | 57e       | serie 9: 6de in 1.04,5 |

Argentinië · Australië · Bahama's · België · Bermuda · Birma · Brazilië · Brits-Guiana · Bulgarije · Canada · Ceylon · Chili · China · Cuba · Denemarken · Duitsland · Egypte · Filipijnen · Finland · Frankrijk · Goudkust · Griekenland · Groot-Brittannië · Guatemala · Hongarije · Hongkong · Ierland · IJsland · India · Indonesië · Iran · Israël · Italië · Jamaica · Japan · Joegoslavië · Libanon · Liechtenstein · Luxemburg · Mexico · Monaco · Nederland · Nederlandse Antillen · Nieuw-Zeeland · Nigeria · Noorwegen · Oostenrijk · Pakistan · Panama · Polen · Portugal · Puerto Rico · Roemenië · Saarland · Singapore ·  Sovjet-Unie · Spanje · Thailand · Trinidad en Tobago · Tsjecho-Slowakije · Turkije · Uruguay · Venezuela · Verenigde Staten · Vietnam · Zuid-Afrika · Zuid-Korea · Zweden · Zwitserland